# DLP-проекция

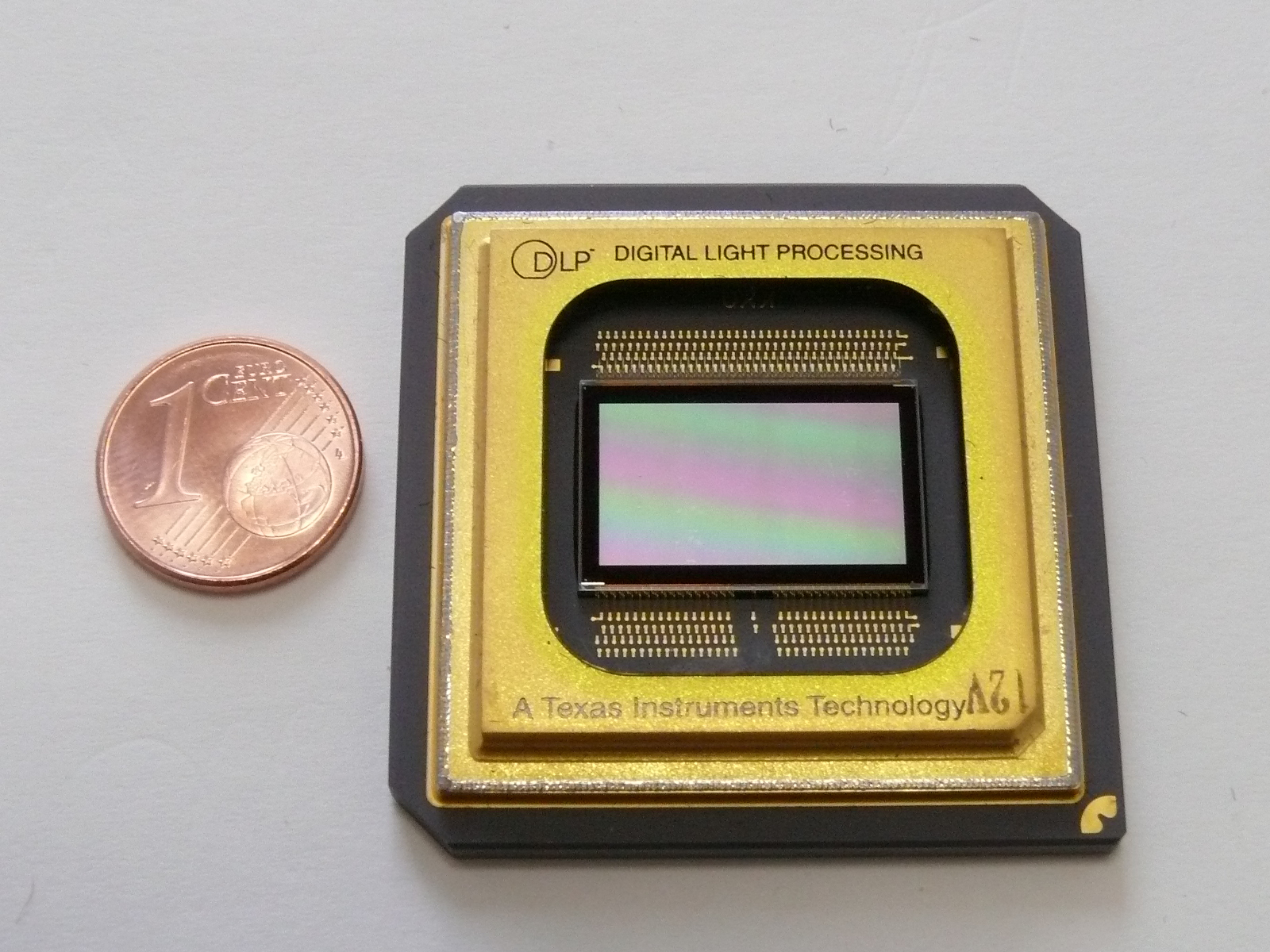
Микрозеркальная микросхема DLP

DLP-проекция (англ. Digital Light Processing, дословно — «цифровая обработка света») — светоклапанная микроэлектромеханическая технология вывода визуальной информации. Широко используется в проекционных системах, таких как видеопроекторы, цифровые кинопроекторы и проекционные телевизоры. Разработана в 1987 году инженером компании Texas Instruments Ларри Хорнбеком (англ. Larry Hornbeck). Первый действующий DLP-проектор был представлен публике только десять лет спустя компанией Digital Projection Ltd. В 1998 году обе компании, участвовавшие в создании технологии, получили премию Эмми за технические достижения.

## Принцип действия

Схема устройства микрозеркала DMD-матрицы

Основным средством DLP-проекции является микроэлектромеханическая система (МЭМС), которая создаёт изображение микроскопическими зеркалами, расположенными в виде матрицы на полупроводниковом чипе, называемом «цифровым микрозеркальным устройством» (англ. Digital Micromirror Device, DMD). Каждое такое зеркало состоит из алюминиевого сплава и соответствует одному пикселю создаваемого изображения. Микрозеркала подвижно закреплены на подложке матрицы и при помощи электродов, подключённых к ячейкам памяти SRAM, могут практически мгновенно отклоняться в одно из двух положений, отличающихся друг от друга на угол в 20°.
Технология DLP позволяет осуществлять эпипроекцию изображения при помощи света, отражённого от матрицы в объектив. При этом отражательная способность различных участков регулируется при помощи поворота микрозеркал в одно из двух положений, соответствующих отражению света лампы по направлению к объективу или на световую ловушку с теплоотводом. В первом случае пиксель выглядит на экране белым, а во втором — чёрным. Полутоновое изображение создаётся за счёт регулировки соотношения между периодами «включения» микрозеркала и его «выключения», то есть пропорции белого и чёрного. Градации серого воспринимаются зрителями из-за инерции зрения, суммирующего периоды света и темноты пропорционально их соотношению.
Размеры микрозеркал очень малы и составляют лишь несколько микрон. Промежутки между ними ещё меньше и обычно не превышают одного микрометра. Благодаря последнему обстоятельству структура изображения на экране не обладает «эффектом решётки», характерным для LCD проекторов. Общее количество микрозеркал определяет чёткость получаемого изображения. Наиболее распространёнными размерами DMD являются 800×600, 1024×768, 1280×720, и 1920×1080. В цифровых кинопроекторах стандартными разрешениями DMD принято считать 2K и 4К, что соответствует 2048 и 4096 пикселей по длинной стороне кадра, соответственно. В зависимости от типа проектора и предполагаемого размера экрана в качестве источника света для освещения DMD-матрицы может использоваться галогенная лампа накаливания, ксеноновая лампа большой мощности, светодиоды или лазеры.

## Цветные проекторы DLP
Существует два наиболее распространённых способа создания цветного изображения. Первый из них подразумевает использование в проекторе одной DMD-матрицы, а второй — трёх. Третий способ основан на освещении единственной матрицы светодиодами переменного цвета, но пока находится в стадии разработки.

### Одноматричные проекторы
В проекторах с одной DMD-матрицей цветное изображение создаётся последовательной проекцией трёх частичных цветоделённых изображений через вращающийся диск со светофильтрами основных цветов. Чаще всего диск помещается между лампой и матрицей DMD. Способ аналогичен ранним аддитивным системам цветного кинематографа, таким как Kinemacolor, и системе цветного телевидения телекомпании CBS с последовательной передачей цветных полей. Цветной диск чаще всего содержит три светофильтра красного, зелёного и синего цветов, и одно неокрашенное стекло той же толщины, предназначенное для увеличения контраста изображения.
Вращение диска синхронизируется таким образом, чтобы каждый светофильтр попадал в световой поток в момент появления на чипе соответствующего цветоделённого изображения. То есть, за красным светофильтром выводится красное частичное изображение, за зелёным — зелёное и за синим — синее. При наличии прозрачного сектора диска за ним демонстрируется монохромное изображение, полученное суммированием всех трёх частичных. Прозрачный сектор позволяет повысить контраст, но уменьшает насыщенность цвета, поэтому в некоторых проекторах отсутствует.
Цветное изображение формируется за счёт инерции зрения и высокой частоты смены частичных изображений. В большинстве случаев она дополнительно увеличивается для снижения заметности мельканий. При стандартной частоте проекции цифровых кинопроекторов, составляющей 24 кадра в секунду, каждый целый цветной кадр демонстрируется дважды, чтобы сместить частоту мельканий выше критической границы заметности. Это достигается удвоенной частотой вращения диска с цветными светофильтрами или их двойным набором на одном диске, вращающемся со стандартной скоростью. Получаемый эффект аналогичен эффекту от «холостой лопасти» обтюратора, используемой во всех плёночных кинопроекторах.
В современных DLP-проекторах наметилась тенденция замены движущегося диска со светофильтрами светодиодами, способными мгновенно изменять цвет излучаемого света. Однако, из-за сравнительно небольшой мощности светодиодов такое решение нашло применение в бытовых проекторах, до этого строившихся на основе галогенной лампы. Низкое тепловыделение светодиодов позволяет облегчить тепловой режим работы матрицы, повысив её долговечность.

### «Эффект радуги»

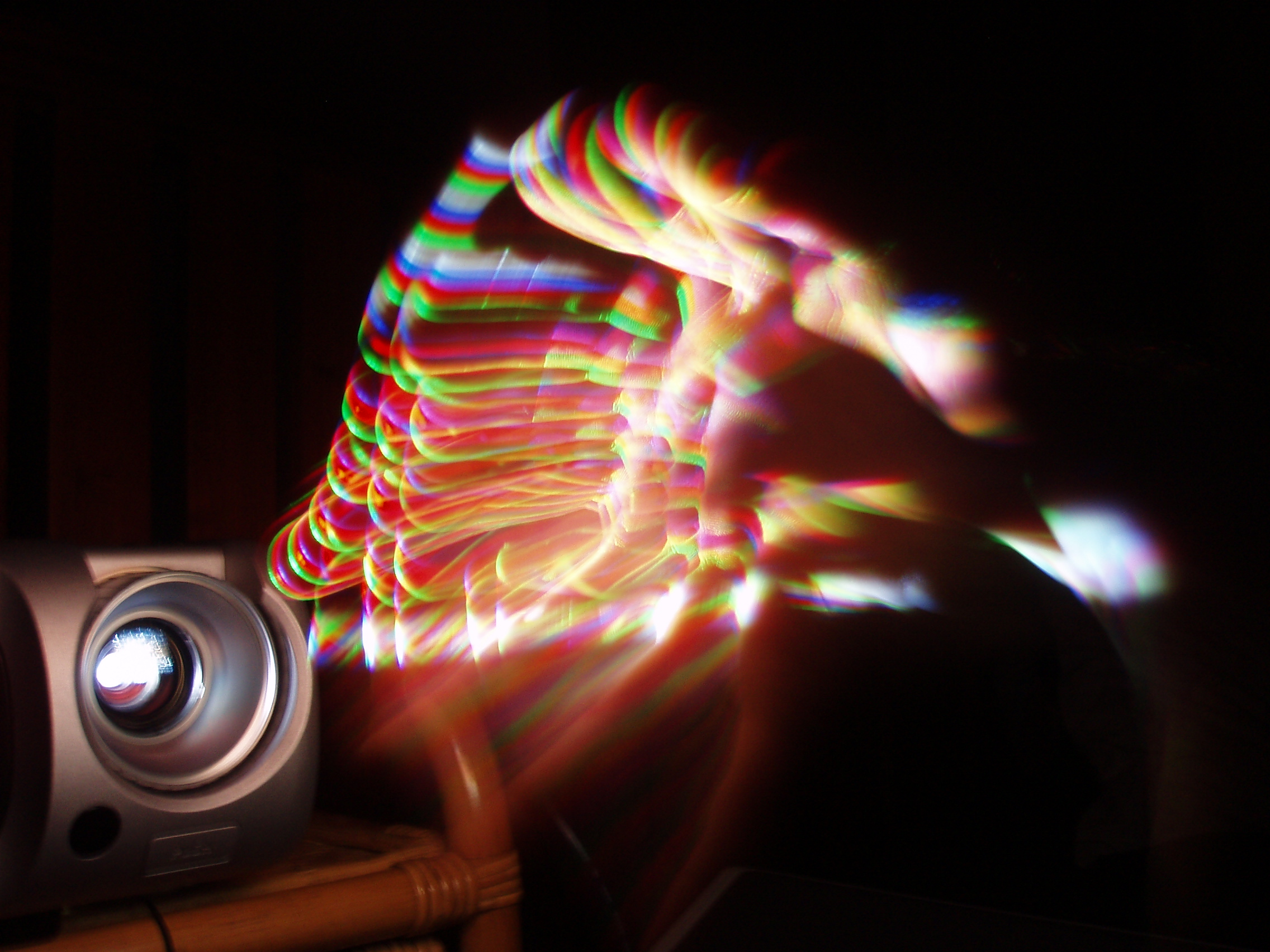
«Эффект радуги» DLP при быстром движении руки зрителя

Главным недостатком одноматричных DLP-проекторов считается так называемый «эффект радуги», проявляющийся в разноцветных контурах на изображении при быстрых движениях глаз зрителей. Это объясняется временны́м параллаксом из-за последовательной, а не одновременной проекции частичных цветоделённых изображений. Явление наиболее заметно при низкой частоте вращения диска со светофильтрами, и не исчезает полностью даже при очень быстрой смене цветов. Однако, повышение частоты вращения цветоделительного диска снижает эффект, поэтому большинство производителей постоянно совершенствует этот параметр. Наибольшего успеха удаётся достичь в светодиодных проекторах за счёт очень высокой частоты обновления. Эффект радуги также заметен при быстрых движениях зрителей, на которых попадает свет, отражённый от экрана. В этом случае могут быть отчётливо видны отдельные фазы движения, отображающиеся разными цветами. 

### «Цвет в голове»
Следует также отметить недостаток одноматричной DLP технологии в том, что последовательная смена одноцветных кадров не проецирует полноцветное изображение в единицу времени - цветное изображение формируется уже мозгом зрителя за счет инерционности человеческого зрения, что является причиной головных болей и дискомфорта при длительном просмотре. 

### Трёхматричные проекторы
Этот тип DLP-проекторов вместо одной матрицы, отображающей последовательно три цветоделённых изображения, использует три одинаковых, каждая из которых отвечает за свой цвет. При этом проекция всех трёх цветоделённых изображений происходит одновременно. Каждая из матриц непрерывно освещается через светофильтр соответствующего цвета, а готовое изображение суммируется с помощью призменной системы и направляется к объективу. Такая конструкция значительно дороже одноматричной и более характерна для цифровых кинопроекторов большой мощности.
Трёхматричные проекторы способны обеспечить более широкий цветовой охват, чем одноматричные, потому что каждый цвет доступен более длительный период времени и может быть модулирован с каждым видеокадром. К тому же, изображение вообще не подвержено мерцанию и «эффекту радуги».

### Dolby Digital Cinema 3D
Немецкая компания Infitec разработала спектральные фильтры для вращающегося диска и 3D-очков, позволяющие проецировать кадры для разных глаз в разных подмножествах спектра. В результате каждый глаз видит своё полноцветное изображение на обычном белом экране, в отличие от систем с поляризацией проецируемого изображения (типа IMAX), требующих специального «серебряного» экрана для сохранения поляризации при отражении.